# Gatto & topo
Gatto & Topo è un romanzo poliziesco dello scrittore statunitense James Patterson e fa parte di una serie di romanzi sul detective Alex Cross. 

## Trama
Il killer Soneji ha solo un'ossessione: uccidere Alex Cross. È appena evaso dal carcere dove Cross lo ha fatto rinchiudere e desidera solo vendetta. Mentre tra New York e Washington la caccia tra Cross e Soneji si sussegue, in Europa un famigerato Mr. Smith uccide uomini e donne a caso, li taglia a pezzi e li fa ritrovare all'agente dell'FBI, Pierce. Una fuga incalzante, una ricerca estrema dove i ruoli si confondono, in cui non si capisce chi cerca chi, chi fugge, chi è la preda e chi il cacciatore – insomma chi è il gatto e chi il topo. 